# Agenor Detofol
Agenor Detofol, mais conhecido como Agenor (Viadutos, 11 de dezembro de 1989), é um futebolista brasileiro que atua como goleiro. Atualmente está no Operário VG.

## Carreira
Viveu sua infância na cidade de Viadutos e começou no futebol de várzea na posição de atacante. Ingressou num centro de treinamento onde assumiu a posição de goleiro. Foi para o Juventude de Caxias do Sul, Rio Grande do Sul e em 2006 foi contratado como goleiro da equipe de juniores do Internacional de Porto Alegre, equipe com a qual mantém contrato até o ano de 2010.
Acabou fazendo sua partida de estreia de forma inusitada. Com apenas 18 anos, o goleiro Agenor estreou no dia 5 de Abril de 2008 no time profissional do Internacional. Como Renan e Muriel pegaram hepatite A e Clemer sofreu um leve traumatismo craniano, poucos dias antes do jogo, o Inter perdeu o primeiro, o terceiro e o segundo goleiro. Por isso, o arqueiro, que era dos juniores, foi o goleiro titular do Internacional na vitória de 3 a 2 sobre o Ulbra/Canoas, que garantiu a presença da equipe nas semifinais do Campeonato Gaúcho.
Em 2008, Agenor foi inscrito na Copa Sul-Americana com a camisa 1, no lugar de Renan, que fora vendido ao Valencia. Chegou a ficar no banco de reservas em algumas partidas, principalmente no segundo jogo da final.
Em 2009, foi capitão do time B colorado que conquistou a Copa FGF. O mesmo time foi utilizado nas primeiras rodadas do Gauchão de 2010.
Em 19 de Abril de 2010, Agenor é apresentado como reforço do Criciúma por empréstimo até o final do ano.
Apesar de ter sido importante peça no Criciúma, o Inter pediu seu retorno ao fim do empréstimo ao time catarinense.
Em fevereiro de 2015, é anunciada a contratação de Agenor pelo Joinville por dois anos.
Em 29 de maio de 2016, Agenor é confirmado como reforço do Sport.
Em 2 de agosto de 2018, é anunciado como reforço do Guarani.

## O sucesso no Criciúma
Após conquistar o acesso à Série B do Campeonato Brasileiro de Futebol com o Criciúma, Agenor foi tido pela torcida do clube catarinense como um dos grandes responsáveis pelo feito. Alguns torcedores criaram as "verdades sobre o Agenor", ou seja, frases inspiradas nas verdades de Chuck Norris com o intuito de homenagear o goleiro devido às suas atuações com a camisa do Tigre.

## O sucesso no Joinville
O goleiro vinha se destacando no time do Joinville e se consolidando como um dos melhores goleiros que já passaram pelo time. Suas grandes atuações renderam indicações às seleções da rodada em sites especializados.

## A má fase no Sport
No Sport, não obteve os mesmos êxitos de seus clubes anteriores, marcado por falhas e pelo ganho de peso, o goleiro desagradou grande parte da torcida e acumulou críticas. Dentre suas falhas, as mais marcantes aconteceram em seu último jogo pelo clube, iniciando a partida como titular na estréia do Brasileirão 2018 devido uma lesão sofrida por Magrão, ele falhou em dois dos três gols sofridos pelo Sport, na derrota por 3 a 0 contra o América Mineiro.
Em 23 de julho de 2018, Sport e Agenor rescindiram contrato.

## Títulos
Internacional
- Campeonato Gaúcho: 2008, 2009, 2011, 2012, 2014, 2014
- Copa Sul-Americana: 2008
- Recopa Sul-Americana: 2011
- Taça Farroupilha: 2009, 2010, 2011, 2012, 2014
- Taça Piratini: 2014

Sport
- Taça Ariano Suassuna: 2017, 2018
- Campeonato Pernambucano: 2017